# Димитър Мишев (инженер)
 Тази статия е за радиоинженера.  За публициста вижте Димитър Мишев (публицист).  
Димитър Николов Мишев е български радиоинженер, професор, доктор на техническите науки, академик на БАН.

## Биография
Мишев е роден в Ловеч на 28 май 1933 г. В Основно училище „Панайот Пипков“ учи в класната стая, в която през 1901 г. учителя по пеене Панайот Пипков написва нотите на химна „Върви, народе възродени!”. Завършва с отличен успех Народна мъжка гимназия „Христо Кърпачев“ (Ловеч) (1951). Завършва ВМЕИ в София (1957). Като студент се включва в изследователската група по разработката на първия телевизионен център в България.

### Преподавател
От 1959 до 1998 година е преподавател във ВМЕИ в София (1959 – 1963) и Варна (1965 – 1974), Минногеоложкия институт в София (1978 – 1998), Центъра за подготовка на космонавти „Юрий Гагарин“, Москва (1978 – 1983), Пловдивския (1992 – 1998) и Софийския университет (1996 – 1998). Доцент (1966), професор (1974). От 1998 г. е доктор хонорис кауза на Софийския университет. Ръководител на аспиранти, докторанти и следдипломни квалификации.
Академик Димитър Мишев е изключителен преподавател във ВМЕИ (сега Технически университет) във Варна. До 1974 г. е и ръководител на катедрата по „Радиотехника“ в Института. Държи много студентите „да си пазят знанията“. Винаги изяснява значението на поддържане на голям обем структурирани познания в главата на студента (казва, по спомени: „в четвърти и пети курс не можете да си позволите да сте студенти – трябва да сте млади инженери“) в областта на телевизията, електродинамиката, импулсната техника, радиолокационните и с.в.ч. устройства.

### Път в науката
Последователно работи като старши инженер (1959 – 1960), технически ръководител на телевизионен център (1962 – 1963), ръководител на секция „ТВ системи“ (1965 – 1974). Ръководител е на катедра „Радиотехника“ (1970 – 1974), секция „Дистанционни изследвания на Земята от Космоса“ (1975 – 1980), директор на лаборатория за слънчево-земни взаимодействия (1990 – 1993), ръководител на секция „Дистанционни изследвания на Земята и планетите“ (1990 – 1998). От 1996 г. е директор на Централната лаборатория за слънчево-земни взаимодействия.
Научен сътрудник I степен (1963), старши научен сътрудник (1965). Доктор на науките (1971). Академик на 4 академии: Международна академия по астронавтика, Париж (1984), Българска академия на науките (1995), Международна инженерна академия, Международна академия на науките на Европа и Азия) на IEAS (1996).

### Научни приноси
Димитър Мишев участва в разработки и внедрявания в областта на космическите изследвания, телевизионната и комуникативната техника. Главен създател на цветната телевизия в България. Основател и ръководител на дистанционните изследвания на Земята от Космоса – научно направление с което страната ни е със световен авторитет. Един от инициаторите и лидерите на научните програми за българските космически полети.
Автор и съавтор на 66 патента и изобретения, български, руски и френски, на 300 публикации в научни списания. Автор на 40 книги, учебници и ръководства сред които „Телевизията в България“, „Сателитна и кабелна телевизия“, „Global change and Bulgaria“, „Дейци на българското инженерно-архитектурно дружество 1893-1949 г.“, „First results of 1999 total eclipse obser vations“, „Телевизията в света на високите технологии“ и др. Член на около 20 международни и национални научни асоциации, федерации и дружества.
Неговото изобретение спектометър „Спектър“ работи дълги години на борда на „Салют-6“, „Салют-7“ и станцията „МИР“. Спектрометричният и навигационен комплекс „Фрегата“ е разработен под ръководството на професор Мишев и работи на борда на станцията „Фобос“, предназначена за изучаване на Марс и неговия естествен спътник Фобос. Той е инициатор и организатор на няколко български космични програми, в това число полетите на двамата български космонавти Георги Иванов и Александър Александров, както и националния проект „България – 1300„ наречен така по случай 1300-годишния юбилей от създаването на българската държава.

## Памет
Посмъртно излиза книгата му „Космическите изследвания в България. Хора, факти и документи“. Тя съдържа негови записки и коментари за стотици космически събития, научни форуми и срещи, полетите на двамата български космонавти, документи и спомени за световни космически събития и личности, както и за българските космически проекти.
През 2004 г. Фондация „Еврика“ създава програма „Талант“ за откриване на даровити млади българи. Учредена е от Управителния съвет именна годишна стипендия „Димитър Мишев“.

### Награди
За големия му принос в развитието на науката е награждаван многократно:
- „Почетен изобретател“ за 1969, 1977 и 1982 г., с което е единственият български учен, вписан 3 пъти в Златната книга на откривателите и изобретателите
- „Народен орден на труда“ сребърен и златен (1959, 1968)
- Заслужил деятел на науката (1980)
- Почетен знак на Международната академия по астронавтика (1981)
- Орден „НРБ“ I ст. (1984)
- Почетен медал „Интеркосмос“ (1987)
- Медал „Константин Циолковски“ Русия (1989)
- Голямата награда „Свети свети Кирил и Методий“ на БАН за монографията „Телевизията в България-факти и документи“ (1998)
- Провъзгласен за Почетен гражданин на Ловеч от 11 май 1999 г. „За принос в развитието на града“
- Награда „За изключителен дълготраен принос към напредъка на астронавтиката“ (2001), с която е десетият учен в света, удостоен с нея
- Първи носител на наградата „За особен принос в науката“ на Министерство на образованието и науката (2002)
- Медал „Сергей Корольов“ на Руската академия на науките (2002)
- Медал „Мстислав Келдиш“ (посмъртно) на Федерацията по космонавтика, Русия (2003)
- Орден „Стара планина“ I ст. (посмъртно) за изключителен принос, за развитието на космическите изследвания и във връзка с 25-годишнината от първия полет на българин в Космоса (2004)